# The Miracle of the Bells (novela)
The Miracle of the Bells es una novela escrita por el autor estadounidense Russell Janney y publicada en septiembre de 1946. Fue la primera novela de Janney, que tenía 61 años y había sido agente de prensa para producciones teatrales y cinematográficas. Fue la novela más vendida de 1947, según determinó Publishers Weekly. En marzo de 1948, había vendido más de 500 000 copias y había sido traducida a 14 idiomas.

## Argumento
Olga Treskovna, una joven de Coaltown, una ciudad minera de Pensilvania, recibe un papel de extra en una adaptación cinematográfica de la vida de Juana de Arco. Luego es recontratada como la estrella de la película. Durante la producción, le diagnostican un cuadro fatal de tuberculosis desarrollado por la inhalación de polvo de carbón de la mina en su ciudad natal. Ella oculta su enfermedad y continúa con el rodaje, muriendo al final del rodaje. El productor de la película decide no estrenar la película, temiendo que una película protagonizada por una actriz desconocida y muerta sea un fracaso de taquilla.
Bill Dunnigan, un agente de prensa que se hizo amigo de Olga, la amó en silencio. Según el último deseo de Olga, Dunnigan acompaña su cuerpo de regreso a Coaltown. Persuade a las cinco iglesias de Coaltown para que hagan sonar sus campanas continuamente durante cuatro días como acto publicitario. El acto atrae la atención nacional y las cadenas de radio transmiten el repique de campanas. También inspira fe cuando la gente de Coaltown responde a las campanas acudiendo en masa a las iglesias que habían descuidado en favor de los 22 salones de la ciudad. También inspira un sentimiento de comunidad afectuosa, cuando un líder sindical ateo encuentra la religión y el propietario de la mina de carbón local desarrolla un sentimiento de amor fraternal.

El día del funeral de Olga, una gran multitud acude a San Miguel. Los monaguillos descubren más tarde que dos estatuas, una del Arcángel y la otra de la Virgen María, se han movido sobre sus pedestales y se han vuelto hacia el ataúd de Olga. El párroco descubre que el movimiento de las estatuas fue causado por el peso de la multitud sobre los pilares en el sótano, pero Dunnigan persuade al sacerdote para que permita a la gente creer que fue un milagro con la siguiente súplica:
Encontré este pueblo como un lugar mortal; menos usted, Padre, lleno, de gente egoísta, cruel. Sus ojos no vieron. Los rostros que se cruzaron conmigo en la calle la primera noche: aburridos, sin esperanza, sin alegría. Ayer hubo un cambio. Las campanas hicieron eso. Si no alegría, al menos hubo un despertar del interés en algo más que simplemente luchar por el dinero y mientras corría aquí esta mañana hay otro cambio - una esperanza, un brillo, una llama viva en los rostros - en los ojos que se vuelven hacia San Miguel. En Coaltown está ocurriendo un milagro mayor que el simple giro de algunas estatuas.

## Elementos adaptados de la vida real
El libro incluye elementos autobiográficos. Janney, al igual que Dunnigan, era agente de prensa para películas. La historia de Olga se inspiró en la vida de la actriz Olga Treskoff. La Treskoff de la vida real nació como Anna Troski pero luego adoptó el nombre artístico de Olga Treskoff. Creció en la ciudad carbonífera de Glen Lyon, Pensilvania, y se mudó a Nueva York a los 16 años. Treskoff apareció en varias obras de teatro y luego se asoció con Janney en la producción de obras de Broadway, incluida The Vagabond King (1925). La Olga de la vida real murió en 1938 y fue enterrada en la iglesia de San Miguel en Glen Lyon. Después de años de trabajo en la novela, Janney escribió The Miracle of the Bells como «un recuerdo amoroso de la actriz de la vida real Olga Treskoff».
Gran parte del libro se centra en los eventos ocurridos en la iglesia de St. Michael de Coaltown, y el funeral de Treskoff se celebró en la iglesia de St. Michael en Glen Lyon. El lanzamiento del libro y más tarde de la película «le dio fama mundial a St. Michael's», ya que los fanáticos viajaron a Glen Lyon para visitar los lugares reales.

## Recepción
Una reseña del libro en la revista Time opinó: «Como novela, The Miracle of the Bells es una de las peores jamás publicadas; como propuesta comercial ha acaparado el mercado sensiblero y ofrece un papel para todas las estrellas de Hollywood».
Un crítico de The Atlanta Constitution escribió que no había leído «una novela más fascinante y atractiva que esta» desde que leyó Tarzán de los monos cuando era niño. El crítico continuó: «Es emocionante, de una manera significativa y decidida. Y está construido con simplicidad, escrito en un estilo sencillo y libre que lo convierte en una lectura agradable y que no debe dejarse de lado hasta que esté terminada».
Albert E. Idell en The Philadelphia Inquirer lo describió como «mal escrito, prolijo y demasiado largo», lleno de personajes comunes y «sensibilizado y sentimental hasta el punto de ser sensiblero». Sin embargo, Idell escribió que «el verdadero milagro de la novela de Russell Janney» es que, a pesar de estos defectos, el libro «alcanza un poder notable» y es «casi imposible dejarlo».
H. W. Ettelson en The Commercial Appeal escribió que, si bien «no es una obra maestra», «es una obra que tiene méritos y excelencias definidos». Ettelson elogió el «estilo narrativo vigoroso» del libro y su trama intrigante «desarrollada con la habilidad de un narrador natural». Ettelson escribió que el principal defecto del libro era su «sacrilegio inconsciente» al tratar la religión «como si fuera algo que debía ser promovido mediante una publicidad al estilo de Hollywood».

El Richmond Times-Dispatch lo calificó de «tremendamente improbable y deliciosamente conmovedor». La revisión continuó:
Los puristas se estremecerán ante el estilo del Sr. Janney ... Habrá jadeos ante los clichés y algunos estremecimientos ante la libertad que se toma con las reglas de la retórica. Pero que los gramáticos se estremezcan. Mientras se preocupan, ... El Sr. Janney se encargará de limpiar, porque las regalías serán ricas y los derechos cinematográficos colosales sobre «The Miracle of the Bells» y los lectores que quieran una excelente novela de escape, una historia que restaure su fe y amor en y para sus semejantes. Disfrutaré y recomendaré «The Miracle of the Bells».
Una reseña del Evening Star admitió que algunos podrían ver el libro como «jamón literario», pero señaló que el jamón, cuando se cocina adecuadamente, es «un alimento delicioso y nutritivo». El crítico consideró que la purga de la ciudad era el elemento esencial del libro y concluyó:
Aunque dudes que esto le suceda a una ciudad llena de mineros del carbón duros, sientes que te está sucediendo a ti. Por lo tanto, sostengo, no es necesario pronunciar más defensa del autor, ya sea accesorios viejos o nuevos. Porque, por esa circunstancia, tiene de su lado al padre de la crítica: Aristóteles, nada menos. Aristóteles, sin duda, decía que el gran drama debe purgar por la elevación de su belleza y su moral. Janney, que escribe para personas que son casi inmunes a la altivez de cualquier tipo, ofrece la purga de la promesa, de la esperanza de escapar de la mezquina sordidez, de la fe renovada en la fe viva, de la vida más allá de la tumba. Éstas son las ansias de corazón actuales. Su libro les habla directamente.
David T. Bazelon, en Commentary, escribió que Janney presenta un mundo «simplificado, fuera de toda relación con la realidad, para permitir que el Sr. Janney y Hollywood lo aprueben como bueno». Continuó: «La fantástica obra de ficción del Sr. Janney es significativa no sólo porque muestra el efecto de las películas en otros medios culturales, sino también por las relaciones que sugiere entre la religión y Hollywood. Dunnigan es en parte un agente de prensa para la religión y quiere "presentarlo" de la misma manera que vende películas. Continuamente dice que tanto la religión como el teatro ofrecen "espectáculos"; él llama a Dios el "Gran Productor"».
The Pittsburgh Press la llamó una novela que «se puede leer en un convento», un «best-seller sin obscenidades».

## Adaptaciones
Janney vendió los derechos cinematográficos del libro a Jesse L. Lasky Jr. por $ 100 000 (equivalente a $ 1364531 actualmente). Fue adaptado a la película de 1948 El milagro de las campanas, protagonizada por Fred MacMurray y Frank Sinatra. Janney estaba furioso con las decisiones tomadas por los productores de la película, incluida la elección de MacMurray, a quien Janney consideraba «incoloro» e «inepto», para el papel de Dunnigan. Su enojo creció después de leer el guion, y el «colmo» para Janney fue la decisión de incluir una canción para que Sinatra la cantara en el papel del padre Paul. Janney contrató a un abogado para protestar contra las decisiones, pero le informaron que no podía evitar los cambios.
La obra también fue adaptada para Lux Radio Theatre el 31 de mayo de 1948.